# Aloe commixta

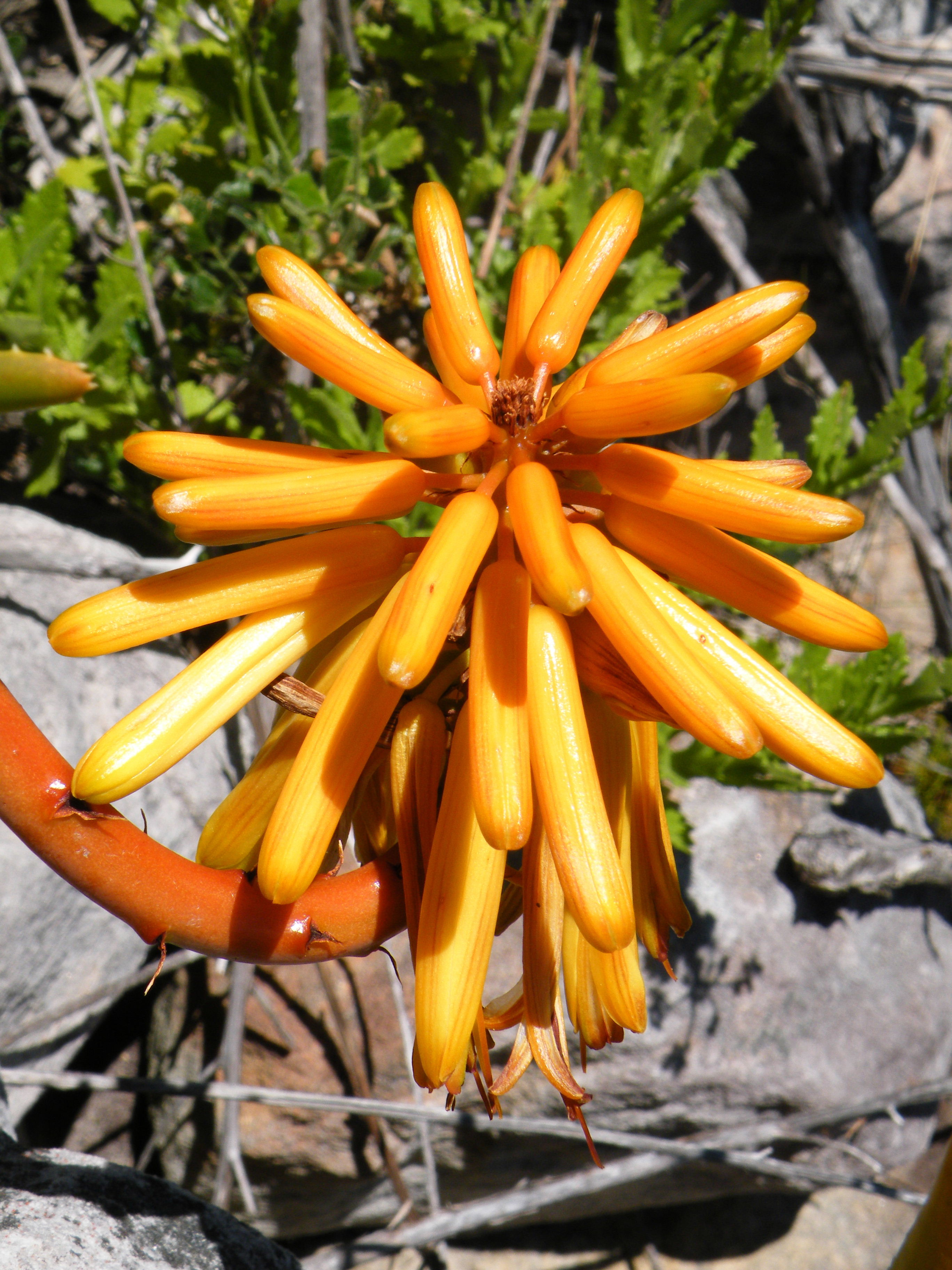
Blüten

Aloe commixta ist eine Pflanzenart der Gattung der Aloen in der Unterfamilie der Affodillgewächse (Asphodeloideae). Das Artepitheton commixta stammt aus dem Lateinischen und bedeutet ‚durcheinander‘.

## Beschreibung

### Vegetative Merkmale
Aloe commixta wächst stammbildend, verzweigend und bildet dichte Sträucher. Die fast aufrechten bis aufrechten Stämme sind etwa 100 Zentimeter lang und 2 bis 2,5 Zentimeter breit. Die lanzettlich spitz zulaufenden Laubblätter sind entlang der Stamme auf etwa 30 Zentimeter zerstreut angeordnet. Die trübgrüne Blattspreite ist bis zu 20 Zentimeter lang und 3 Zentimeter breit. Die festen, weißen Zähne am Blattrand sind 1 bis 2 Millimeter lang und stehen 2 bis 4 Millimeter voneinander entfernt. Die Blattscheiden sind fein grünstreifig.

### Blütenstände und Blüten
Der einfache Blütenstand erreicht eine Länge von 30 bis 35 Zentimeter. Die dichten, fast kopfigen Trauben sind 5 bis 7 Zentimeter lang. Die eiförmig-deltoiden Brakteen laufen spitz zu. Die gelblich bis orangefarben Blüten stehen an etwa 6 Millimeter langen Blütenstielen. Die Blüten sind bis zu 40 Millimeter lang und an ihrer Basis kurz verschmälert. Über dem Fruchtknoten sind sie nicht verengt. Ihre äußeren Perigonblätter sind auf 20 Millimeter ihrer Länge, und damit fast bis zu ihrer Basis, nicht miteinander verwachsen.

### Genetik
Die Chromosomenzahl beträgt {\displaystyle 2n=14}.

## Systematik und Verbreitung
Aloe commixta ist in der südafrikanischen Provinz Westkap zwischen Felsen und niedrigen Büschen in Höhenlagen von 1500 Metern verbreitet.
Die Erstbeschreibung durch Alwin Berger wurde 1908 veröffentlicht.
Synonyme sind Aloe perfoliata var. α L. (1753), Aloe gracilis Baker (1880, nom. illeg. ICBN-Artikel 53.1) und Aloiampelos commixta (A.Berger) Klopper & Gideon F.Sm. (2013).

## Nachweise